# Organização do Tratado do Atlântico Norte
A Organização do Tratado do Atlântico Norte (OTAN), frequentemente referida pela sigla em inglês NATO (de North Atlantic Treaty Organization) e por vezes também chamada de Aliança Atlântica, é uma aliança militar intergovernamental baseada no Tratado do Atlântico Norte, assinado em 4 de abril de 1949, que constitui um sistema de defesa coletiva através do qual os seus Estados-membros concordam com a defesa mútua em resposta a um ataque por qualquer entidade externa à organização. A sede da NATO localiza-se na região de Bruxelas, na Bélgica, um dos 32 países membros da América do Norte e Europa. O mais recente, a Suécia, concluiu o processo de adesão em 5 de março de 2024 e entrou em 7 de março de 2024. Outros 21 países participam na Parceria para a Paz da organização, com 15 outros países envolvidos em programas de diálogo institucionalizado. O gasto militar combinado de todos os membros da organização constitui mais de 55% do total de gastos militares de todo o mundo. Os gastos de defesa dos países membros devem ser superiores a 2% do PIB.
A NATO era pouco mais que uma associação política, até a Guerra da Coreia consolidar os Estados-membros da organização e uma estrutura militar integrada ser construída sob a direção de dois comandantes dos Estados Unidos. A Guerra Fria levou a uma rivalidade com os países do Pacto de Varsóvia, que foi formado em 1955. As dúvidas sobre a força da relação entre os países europeus e os Estados Unidos eram constantes, junto com questões sobre a credibilidade das defesas da NATO contra uma potencial invasão da União Soviética, o que levou ao desenvolvimento da dissuasão nuclear francesa independente e a retirada da França da estrutura militar da organização em 1966 por 30 anos. Após a queda do muro de Berlim, em 1989, a organização foi levada a intervir na dissolução da Jugoslávia e conduziu as suas primeiras intervenções militares na Bósnia em 1992–1995 e, posteriormente, na Jugoslávia em 1999. Politicamente, a organização procurou melhorar as relações com países do antigo Pacto de Varsóvia, muitos dos quais acabaram por se juntar à aliança em 1999 e 2004.
O artigo 5.º do Tratado do Atlântico Norte requer que os Estados-membros auxiliem qualquer membro que esteja sujeito a um ataque armado, compromisso que foi convocado pela primeira e única vez após os ataques de 11 de setembro de 2001 contra os Estados Unidos, quando tropas foram mobilizadas para o Afeganistão sob a Força Internacional de Assistência para Segurança (ISAF), liderada pela NATO. A organização tem operado uma série de funções adicionais desde então, incluindo o envio de instrutores ao Iraque, auxílio em operações contra pirataria e a imposição de uma zona de exclusão aérea sobre a Líbia de acordo com a resolução 1973 do Conselho de Segurança da ONU em 2011. O artigo 4.º do tratado é menos potente, visto que apenas invoca a consulta entre os membros da NATO. Este artigo foi convocado cinco vezes: pela Turquia, em 2003, por conta da Guerra do Iraque; novamente pelos turcos, em 2012, por conta da Guerra Civil Síria, após o abatimento de um caça turco F-4 de reconhecimento desarmado; de novo pela Turquia, quando um morteiro foi disparado contra o território turco a partir da Síria; pela Polónia, em 2014, após a intervenção militar russa na Crimeia, e por fim pela Turquia, depois de vários ataques terroristas no seu território pelo Estado Islâmico do Iraque e do Levante.
Em março de 2023, todos os 30 países ratificaram a adesão da Finlândia à Organização. Em face da Guerra na Ucrânia pela Rússia, Finlândia e a Suécia adentraram no bloco como membros plenos.

## História

### Origem

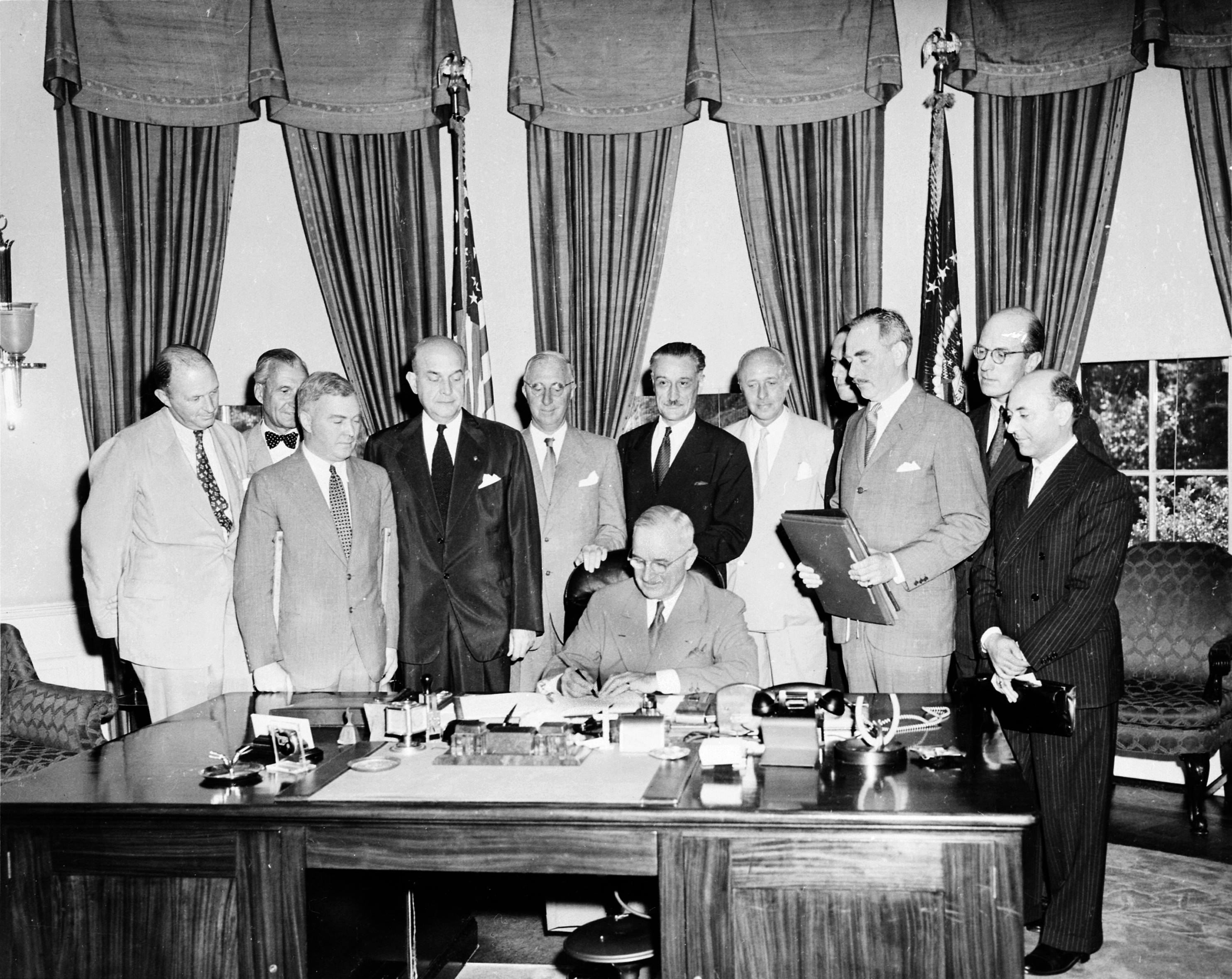
O Tratado do Atlântico Norte foi assinado pelo presidente dos EUA, Harry S. Truman, em Washington, DC, em 4 de abril de 1949 e foi ratificado pelos Estados Unidos em agosto de 1949.

O Tratado de Bruxelas foi um tratado de defesa mútua criado contra a ameaça soviética no início da Guerra Fria. Foi assinado em 17 de março de 1948 por Bélgica, Países Baixos, Luxemburgo, França e Reino Unido e foi o precursor da NATO. A ameaça soviética tornou-se imediata com o Bloqueio de Berlim em 1948, levando à criação de uma organização de defesa multinacional, a Organização de Defesa da União Ocidental, em setembro de 1948. No entanto, os seus membros eram muito fracos militarmente para combater as Forças Armadas Soviéticas. Além disso, o golpe de Estado comunista de 1948 na Checoslováquia derrubou um governo democrático e o ministro das Relações Exteriores britânico, Ernest Bevin, reiterou que a melhor maneira de evitar outra Checoslováquia era desenvolver uma estratégia militar ocidental conjunta. Este teve uma audiência recetiva nos Estados Unidos, especialmente com a ansiedade americana sobre a Itália e o Partido Comunista Italiano.
Em 1948, os líderes europeus reuniram-se com oficiais de defesa, militares e diplomáticos norte-americanos no Pentágono para projetar uma estrutura nova e sem precedentes para uma associação. As negociações resultaram no Tratado do Atlântico Norte e os Estados Unidos assinaram em 4 de abril de 1949. Incluiu os cinco países do Tratado de Bruxelas, bem como os Estados Unidos, Canadá, Portugal, Itália, Noruega, Dinamarca e Islândia. O primeiro secretário-geral da NATO, Lord Ismay, afirmou em 1949 que o objetivo da organização era "manter os russos fora, os americanos dentro e os alemães sob controlo". O apoio popular ao Tratado não foi unânime e alguns islandeses participaram num motim pró-neutralidade e antifiliação em março de 1949. A criação da NATO pode ser vista como a principal consequência institucional de uma escola de pensamento chamada atlantismo, que enfatizava a importância da cooperação transatlântica.

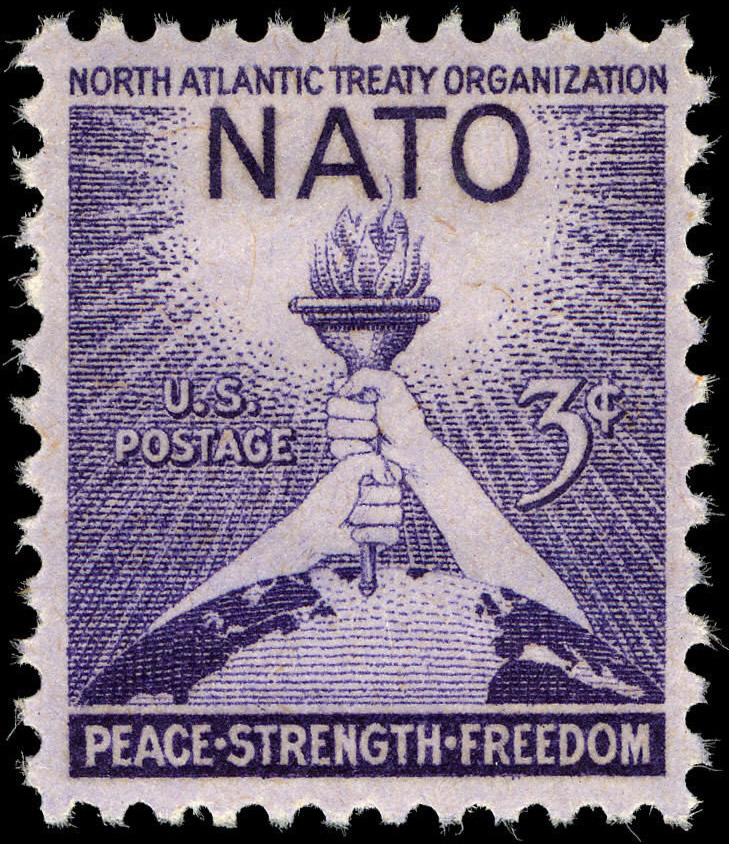
Um selo postal dos Estados Unidos de 1952 comemorando o terceiro aniversário da NATO. Selos em homenagem à organização foram emitidos por muitos países membros.

Os membros concordaram que um ataque armado contra qualquer um, na Europa ou na América do Norte, seria considerado um ataque contra todos. Consequentemente, concordaram que se ocorresse um ataque armado, cada um, no exercício do direito de legítima defesa individual ou coletiva, prestaria assistência ao membro atacado e tomaria as medidas que considerasse necessárias, incluindo o uso da força armada para restaurar e manter a segurança da área do Atlântico Norte. O tratado não exige que os membros respondam com ação militar contra um agressor. Embora obrigados a responder, mantêm a liberdade de escolher o meio pelo qual o fazem. Isso difere do artigo IV do Tratado de Bruxelas, que afirma claramente que a resposta é de natureza militar. Presume-se, no entanto, que os membros da NATO ajudem militarmente o membro atacado. O tratado foi posteriormente esclarecido para incluir o território do membro e seus "navios, forças ou aeronaves" ao norte do Trópico de Câncer, incluindo alguns departamentos ultramarinos da França.
A criação da NATO trouxe alguma padronização da terminologia, procedimentos e tecnologia militar aliada, o que, em muitos casos, significava que os países europeus adotavam as práticas dos Estados Unidos. Cerca de 1,3 mil Acordos de Normalização (STANAG) codificaram muitas das práticas comuns que a NATO alcançou. O cartucho de fuzil 7,62×51 mm NATO foi introduzido na década de 1950 como um cartucho de arma de fogo padrão entre muitos Estados-membros. O FN FAL da FN Herstal, que usava o cartucho de 7,62 mm, foi adotado por 75 países, incluindo muitos fora da organização. Além disso, os sinais de organização de aeronaves foram padronizados para que qualquer aeronave da NATO pudesse aterrar em qualquer base da Aliança Atlântica. Outros padrões, como o alfabeto fonético da NATO, foram para uso civil.

### Guerra Fria

Durante a Guerra Fria, a maior parte da Europa foi dividida entre duas alianças. Os membros da NATO são mostrados em azul, os membros do Pacto de Varsóvia em vermelho e os países não afiliados em cinza. A Jugoslávia, embora comunista, deixou a esfera soviética em 1948, e a Albânia foi membro do Pacto de Varsóvia até 1968.

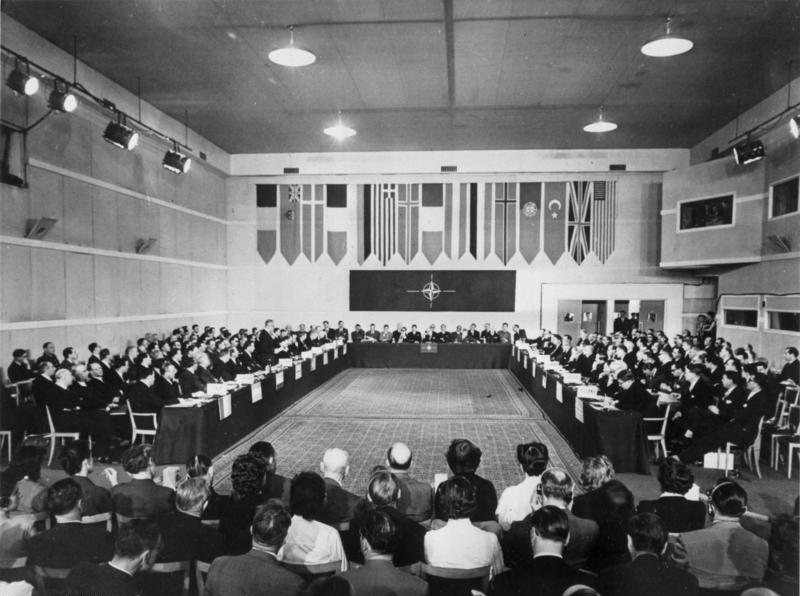
Em 1955 a Alemanha Ocidental juntou-se à NATO, o que levou à formação do rival Pacto de Varsóvia durante a Guerra Fria.

A eclosão da Guerra da Coreia, em junho de 1950, foi crucial para a NATO, pois levantou a aparente ameaça de todos os países comunistas trabalharem juntos e forçou a aliança a desenvolver planos militares concretos. O Quartel-General Supremo das Potências Aliadas da Europa (SHAPE) foi formado para dirigir forças na Europa e começou a trabalhar sob o comando de Dwight Eisenhower em janeiro de 1951. Em setembro de 1950, o Comité Militar da NATO convocou um ambicioso acumular de forças convencionais para enfrentar os soviéticos e reafirmou essa posição na reunião de fevereiro de 1952 do Conselho do Atlântico Norte em Lisboa. A conferência, procurando fornecer as forças necessárias para o Plano de Defesa de Longo Prazo da NATO, pediu uma expansão para 96 divisões. No entanto, esse requisito foi descartado no ano seguinte para cerca de 35 divisões, com uso mais pesado de armas nucleares. Neste momento, a NATO poderia convocar cerca de 15 divisões prontas na Europa Central e outras 10 na Itália e na Escandinávia. Também em Lisboa, foi criado o cargo de secretário-geral da NATO como chefe civil da organização, acabando Lord Ismay por ser o primeiro nomeado para o cargo.
Em setembro de 1952, começaram os primeiros grandes exercícios marítimos da NATO. A Operação Mainbrace reuniu 200 navios e mais de 50 mil operacionais para praticar a defesa da Dinamarca e Noruega. Outros exercícios importantes que se seguiram incluíram Exercício Grand Slam e Exercício Longstep, exercícios navais e anfíbios no Mar Mediterrâneo, o Italic Weld, um exercício combinado ar-naval-terra no norte da Itália, o Grand Repulse, envolvendo o Exército Britânico no Reno (BAOR), o Corpo Holandês e Forças Aéreas Aliadas da Europa Central (AAFCE), Monte Carlo, um exercício atómico ar-terra simulado envolvendo o Grupo do Exército Central, e Weldfast, um exercício combinado de pouso anfíbio no Mar Mediterrâneo envolvendo norte-americanos, britânicos, gregos, italianos, e forças navais turcas.
Grécia e Turquia também aderiram à aliança em 1952, o que forçou uma série de negociações controversas, principalmente entre Estados Unidos e Reino Unido, sobre como trazer os dois países para a estrutura de comando militar. Enquanto essa preparação militar aberta estava acontecendo, arranjos secretos stay-behind inicialmente feitos pela União da Europa Ocidental para continuar a resistência após uma invasão soviética bem-sucedida, incluindo a Operação Gladio, foram transferidos para o controlo da NATO. Em última análise, laços não oficiais começaram a crescer entre as forças armadas da NATO, como a Associação de Tigres da NATO e competições como o Troféu do Exército Canadiano para artilharia de tanques.

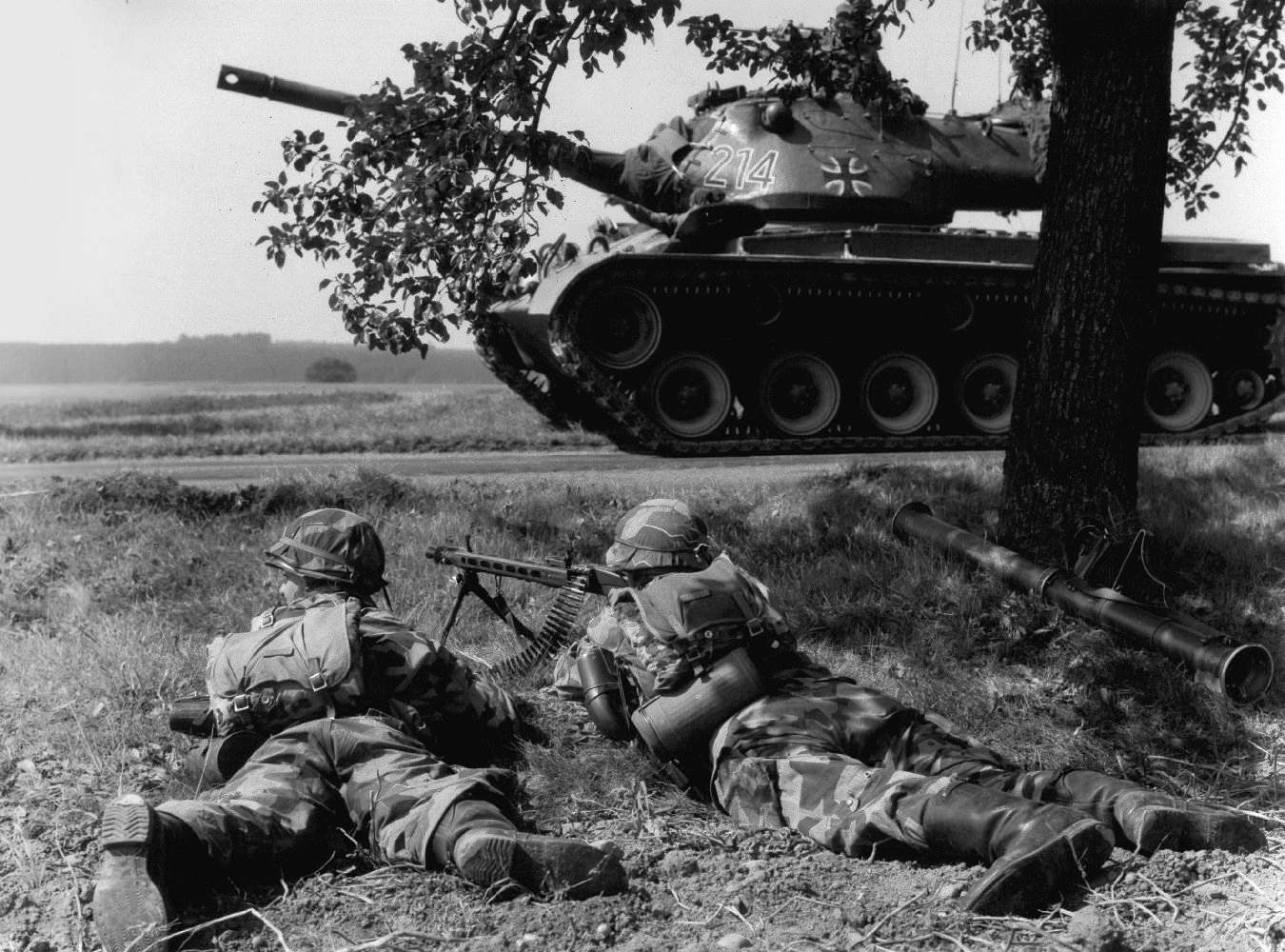
A Bundeswehr alemã forneceu o maior elemento das forças terrestres aliadas que guardavam a fronteira na Europa Central

Em 1954, a União Soviética sugeriu que deveria aderir à NATO para preservar a paz na Europa. Os países da NATO, temendo que o motivo da União Soviética fosse enfraquecer a aliança, acabaram por rejeitar a proposta.
A incorporação da Alemanha Ocidental na organização, em 9 de maio de 1955, foi descrita como "um ponto de viragem decisivo na história do nosso continente" por Halvard Lange, então ministro das Relações Exteriores da Noruega. Uma das principais razões foi o facto da mão de obra alemã ser necessária para ter forças convencionais suficientes para resistir a uma invasão soviética.
Três grandes exercícios foram realizados simultaneamente no outono norte de 1957. A Operação Counter Punch, a Operação Strikeback e a Operação Deep Water foram os empreendimentos militares mais ambiciosos da aliança até agora, envolvendo mais de 250 mil homens, 300 navios e 1,5 mil aeronaves, operando da Noruega à Turquia.

### Retirada francesa

Mapa das bases aéreas da NATO em França antes de Charles de Gaulle ter retirado o países do comando integrado militar da NATO, em 1966

A unidade da NATO foi rompida no início da sua história com uma crise que ocorreu durante a presidência do francês Charles de Gaulle, que protestou contra o forte papel dos Estados Unidos na NATO e o que ele entendia como uma relação especial entre eles e o Reino Unido. Num memorando enviado ao presidente americano, Dwight Eisenhower, e ao primeiro-ministro britânico, Harold Macmillan, em 17 de setembro de 1958, defendeu a criação de uma diretoria tripartida, que colocaria a França em pé de igualdade com os EUA e o Reino Unido.
Considerando a resposta insatisfatória, de Gaulle começou a construir uma força de defesa independente para o seu país. Este queria dar à França, no caso de uma incursão da Alemanha Oriental na Alemanha Ocidental, a opção de chegar a uma paz separada com o bloco oriental, em vez de ser arrastada para uma guerra maior entre a NATO e o Pacto de Varsóvia. Em fevereiro de 1959, a França retirou a sua Frota do Mediterrâneo do comando da NATO.
Embora a França tenha demonstrado solidariedade com o resto da NATO durante a crise dos mísseis de Cuba em 1962, de Gaulle continuou a sua procura por uma defesa independente, removendo as frotas francesas do Atlântico e do Canal da Mancha do comando da NATO. Em 1966, todas as forças armadas francesas foram removidas do comando militar integrado da NATO e todas as tropas não francesas da NATO foram convidadas a deixar a França. O secretário de Estado dos EUA, Dean Rusk, teria perguntado a de Gaulle se a sua ordem incluía "os corpos de soldados americanos nos cemitérios da França".  A França permaneceu membro da aliança e comprometida com a defesa da Europa de um possível ataque do Pacto de Varsóvia com as suas próprias forças estacionadas na Alemanha Ocidental durante a Guerra Fria. Uma série de acordos secretos entre as autoridades americanas e francesas, os Acordos Lemnitzer-Ailleret, detalhavam como as forças francesas se encaixariam na estrutura de comando da NATO se as hostilidades Oriente-Ocidente eclodissem. A França anunciou o retorno à plena participação na cimeira Estrasburgo-Kehl de 2009.

### Détentee escalada

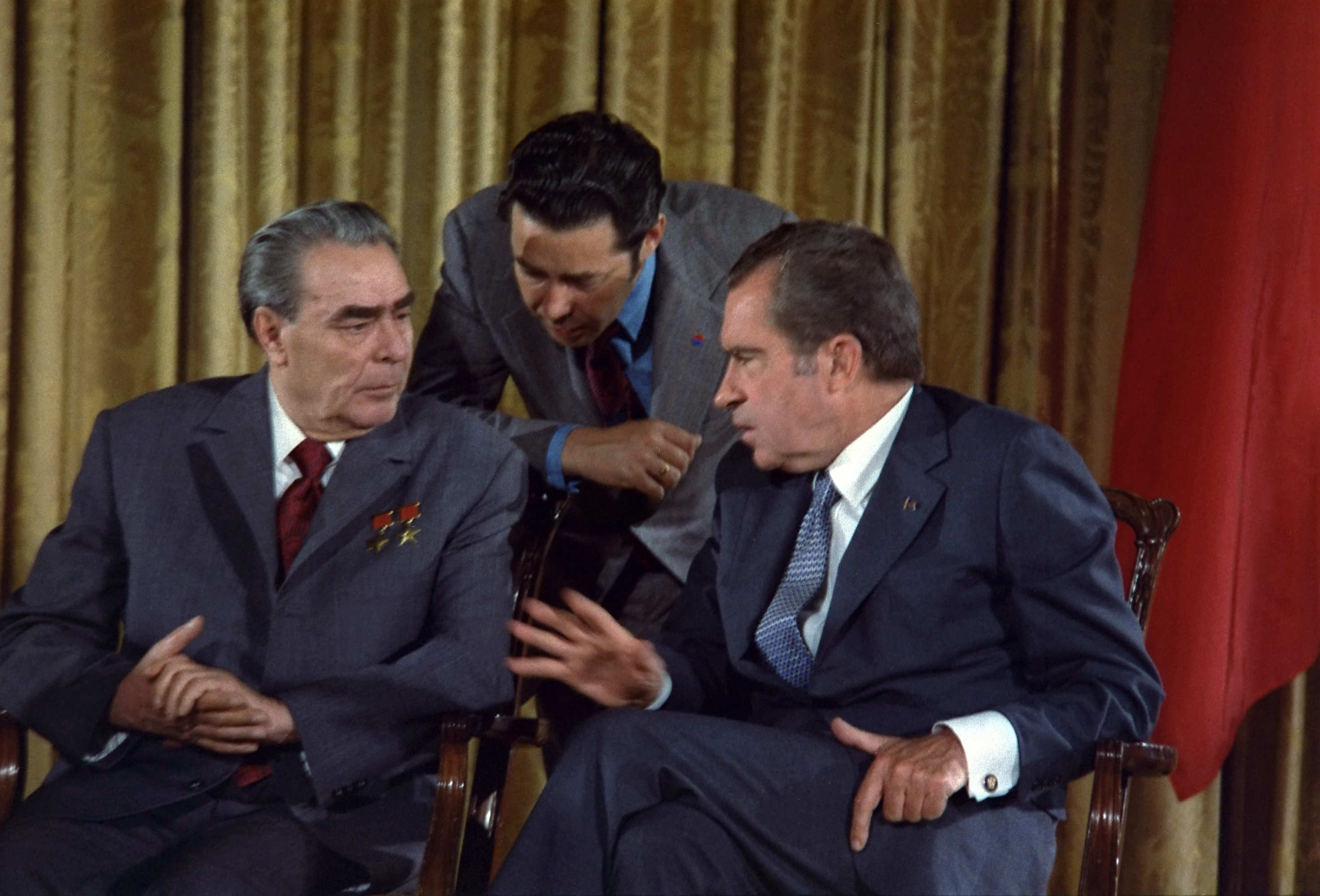
A détente levou a muitas reuniões de alto nível entre líderes da NATO e do Pacto de Varsóvia

Durante a maior parte da Guerra Fria, a vigilância da NATO contra a União Soviética e o Pacto de Varsóvia não levou a uma ação militar direta. Em 1 de julho de 1968, o Tratado de Não Proliferação de Armas Nucleares foi aberto para assinatura. A NATO argumentou que os seus acordos de partilha nuclear não violavam o tratado, uma vez que as forças americanas controlavam as armas. Poucos Estados sabiam então dos acordos de partilha nuclear da NATO, que não foram contestados. Em maio de 1978, os países membros definiram oficialmente dois objetivos complementares da Aliança: manter a segurança e procurar a détente. Isso deveria significar igualar as defesas no nível necessário pelas capacidades ofensivas do Pacto de Varsóvia sem estimular uma nova corrida armamentista.
A 12 de dezembro de 1979, à luz do aumento das capacidades nucleares do Pacto de Varsóvia na Europa, os ministros aprovaram a implantação de mísseis de cruzeiro GLCM dos Estados Unidos e armas nucleares Pershing II na Europa. As novas ogivas visavam também fortalecer a posição de negociação do Ocidente em relação ao desarmamento nuclear, numa política chamada de política Dual Track. Da mesma forma, em 1983 e 1984, respondendo ao posicionamento dos mísseis de médio alcance SS-20 do Pacto de Varsóvia na Europa, a NATO implantou mísseis modernos Pershing II encarregados de atingir alvos militares, como formações de tanques, em caso de guerra.

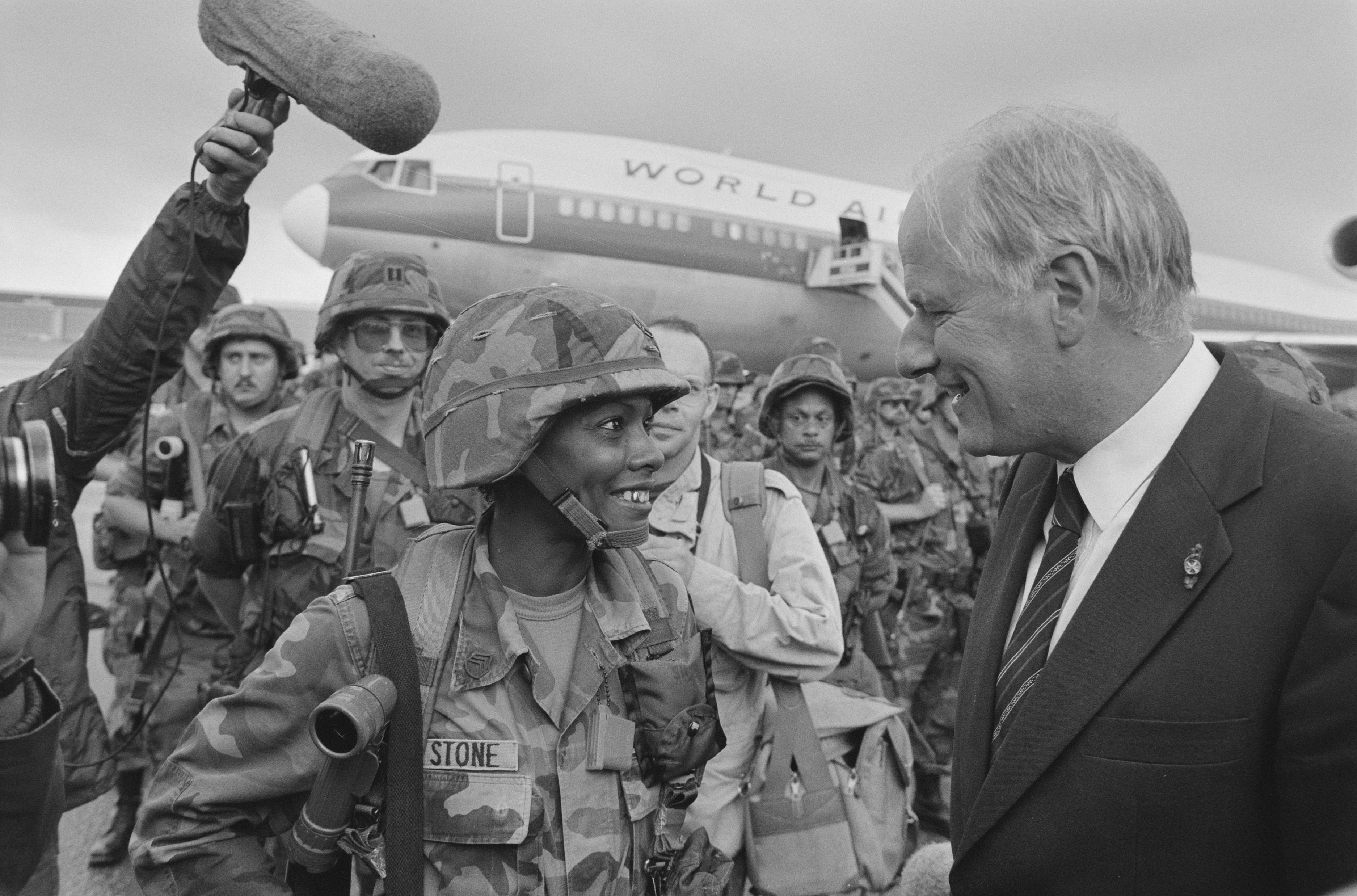
Wim van Eekelen, Ministro da Defesa da Holanda, a cumprimentar os soldados dos EUA que se deslocam para as bases da NATO em 1987

Em 1974, como consequência da invasão turca do Chipre, a Grécia retirou as suas forças da estrutura de comando militar da NATO mas, com a cooperação turca, foi readmitida em 1980. A Guerra das Malvinas entre o Reino Unido e a Argentina não resultou no envolvimento da NATO porque o Artigo 6.º do Tratado do Atlântico Norte especifica que a autodefesa coletiva é aplicável apenas a ataques a territórios de Estados-membros ao norte do Trópico de Câncer. A 30 de maio de 1982, a NATO ganhou um novo membro quando a recém-democrática Espanha aderiu à aliança, como foi confirmado por referendo em 1986. No auge da Guerra Fria, 16 nações-membro mantinham uma força aproximada de 5 252 800 militares ativos, incluindo até 435 mil forças norte-americanas destacadas, sob uma estrutura de comando que atingiu um pico de 78 quartéis-generais, organizados em quatro escalões.

### Pós-Guerra Fria e reformas
As revoluções de 1989 e a dissolução do Pacto de Varsóvia em 1991 removeram o principal adversário de facto da NATO e causaram uma reavaliação estratégica do propósito, natureza, tarefas e foco da Aliança no continente europeu. A mudança começou com a assinatura em Paris, em 1990, do Tratado sobre Forças Armadas Convencionais na Europa entre a NATO e a União Soviética, que exigia reduções militares específicas em todo o continente, que continuaram após a dissolução da União Soviética em dezembro de 1991. Os países europeus responderam naquela época por 34% dos gastos militares da NATO; em 2012, que tinha caído para 21%.

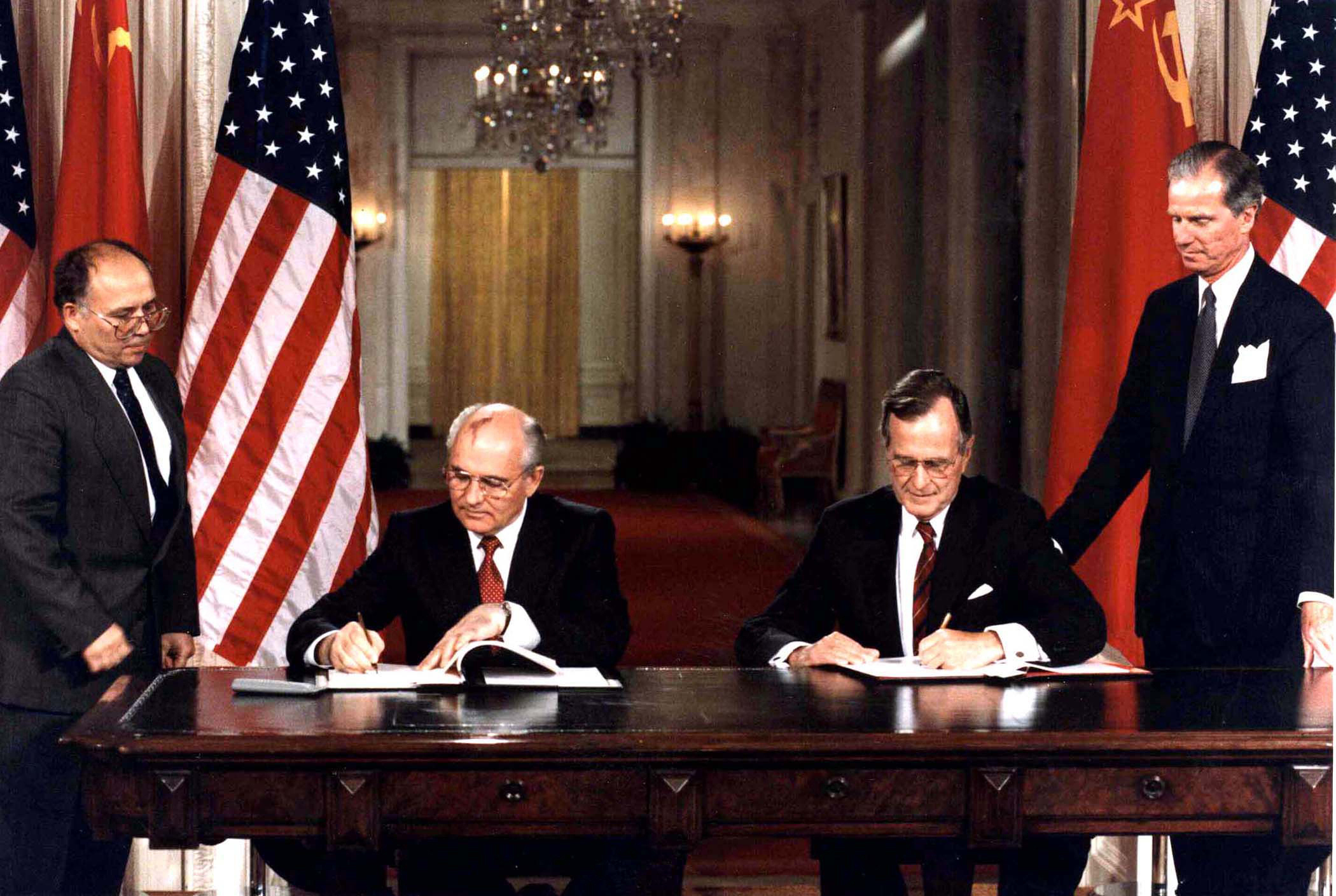
As reformas feitas sob o governo do líder soviético Mikhail Gorbachev levaram ao fim do Pacto de Varsóvia

Uma nova expansão da NATO veio com a reunificação alemã, a 3 de outubro de 1990, quando a antiga Alemanha Oriental se tornou parte da República Federal da Alemanha e da aliança. Tal tinha sido acordado no Tratado Dois Mais Quatro no início daquele ano. Para garantir a aprovação soviética de uma Alemanha unida dentro NATO, foi acordado que tropas estrangeiras e armas nucleares não seriam estacionadas no Leste Europeu. Não houve compromisso formal no acordo de não expandir a NATO para o leste, mas há opiniões divergentes sobre se os negociadores assumiram compromissos informais em relação à expansão da NATO. Jack Matlock, o embaixador americano na União Soviética durante os seus anos finais, disse que o Ocidente deu um "compromisso claro" de não expandir e documentos desclassificados indicam que os negociadores soviéticos tiveram a impressão de que a adesão à NATO estava fora da mesa para países como como a Checoslováquia, Hungria ou Polónia. Hans-Dietrich Genscher, então ministro das Relações Exteriores da Alemanha Ocidental, disse em conversa com Eduard Shevardnadze: "Para nós, no entanto, uma coisa é certa: a NATO não irá expandir para o leste". Em 1996, Gorbachev escreveu nas suas Memórias que "durante as negociações sobre a unificação da Alemanha, eles deram garantias de que a NATO não iria estender a sua zona de operação para o leste" e repetiu essa visão numa entrevista em 2008. No entanto, em 2014, Gorbachev afirmou o contrário: "O tema da 'expansão da NATO' não foi discutido [em 1990] e não foi abordado naqueles anos. Digo isso com total responsabilidade. Os líderes ocidentais também não falaram sobre isso." De acordo com Robert Zoellick, um funcionário do Departamento de Estado dos EUA envolvido no processo de negociação Dois Mais Quatro, isso parece ser uma perceção errada e nenhum compromisso formal em relação ao alargamento foi feito. O historiador da Universidade dHarvard, Mark Kramer, também rejeita a existência de um acordo informal.

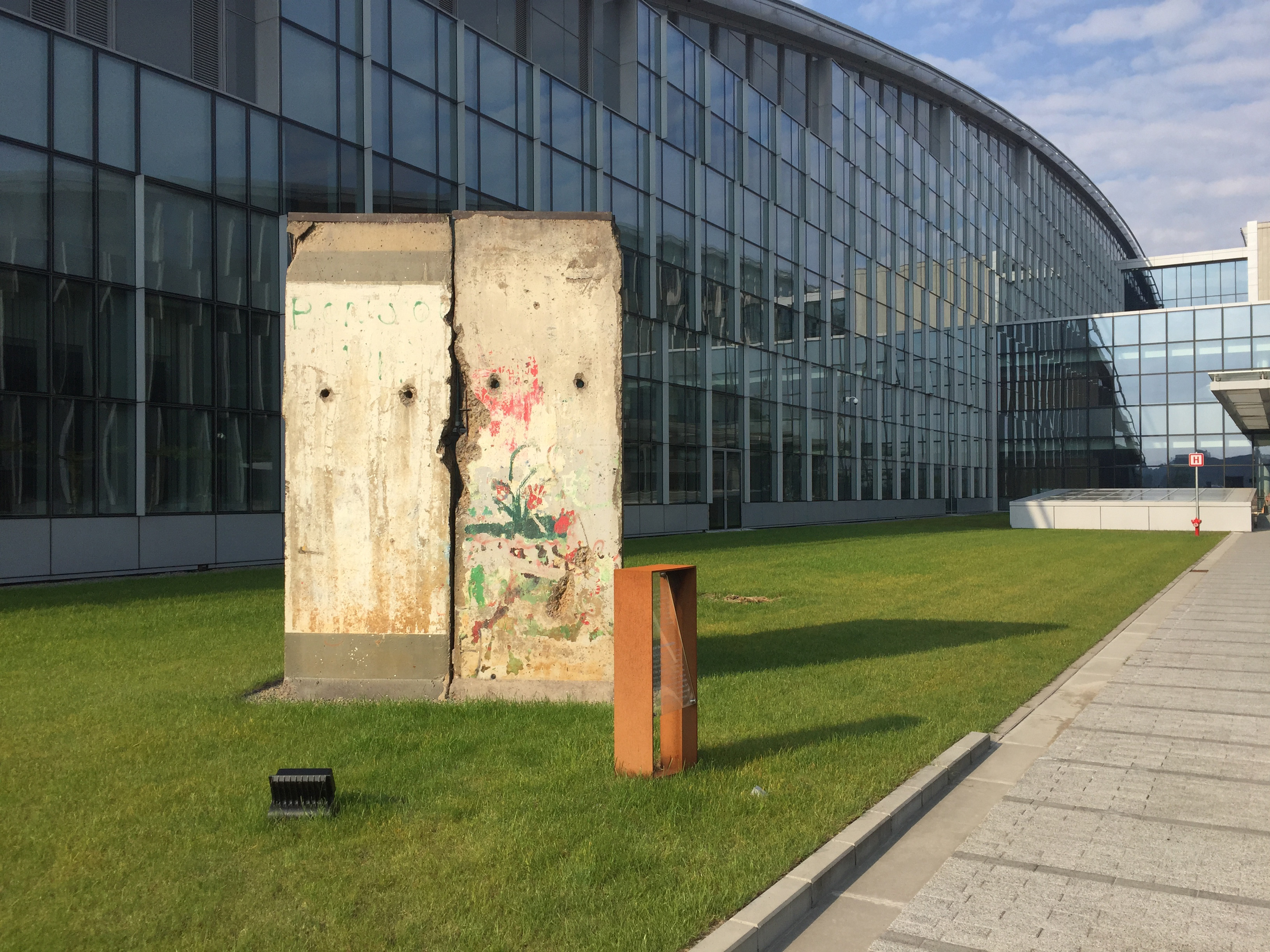
A queda do muro de Berlim, uma parte do qual está exposto na entrada do quartel-general da NATO, foi um momento de viragem no papel da NATO na Europa

Como parte da reestruturação, a estrutura militar da NATO foi reduzida e reorganizada, com a criação de novas forças, como o Quartel-General do Comando Aliado do Corpo de Reação Rápida da Europa. As mudanças trazidas pelo colapso da União Soviética sobre o equilíbrio militar na Europa foram reconhecidas no Tratado Adaptado das Forças Armadas Convencionais na Europa, que foi assinado por trinta países em 1999, ratificado pela Rússia em 2000, mas nunca ratificado por nenhum membro da NATO e, portanto, nunca entrou em vigor. As políticas do presidente francês Nicolas Sarkozy resultaram numa grande reforma da posição militar da França, culminando com o retorno à plena adesão em 4 de abril de 2009, que também incluiu a França se juntando novamente à Estrutura de Comando Militar da NATO, mas mantendo uma dissuasão nuclear independente.
No rescaldo dos ataques de 11 de setembro de 2001, foi invocado pela primeira e única vez na história da aliança o artigo 5.º do tratado, que requer que todos os membros da aliança ajudem qualquer membro que tenha sido alvo de um ataque armado, tendo sido enviadas tropas para o Afeganistão sob o comando da Força Internacional de Assistência para Segurança liderada pela NATO. Desde então que a organização tem levado a cabo uma série de objetivos adicionais, incluindo a formação de forças militares iraquianas, operações de antipirataria, e desde 2011 a manutenção de uma zona de exclusão aérea sobre a Líbia de acordo com a Resolução 1973 do Conselho de Segurança das Nações Unidas. O artigo 4.º, que invoca a consulta entre membros da NATO, já foi acionado cinco vezes na sequência de incidentes na Guerra do Iraque, Guerra Civil Síria e anexação da Crimeia.

### Expansões
A primeira expansão da NATO pós-Guerra Fria teve início com a reunificação da Alemanha, em 3 de outubro de 1990, quando a Alemanha de Leste passou a integrar a República Federal Alemã e a Aliança. Como parte da reestruturação após a Guerra Fria, a estrutura militar da NATO foi reorganizada e foram estabelecidas novas forças, como a Corpo de Reação Imediata. As mudanças no equilíbrio militar da Europa que resultaram do colapso da União Soviética foram reconhecidas no Tratado sobre Forças Armadas Convencionais na Europa Adaptado, assinado em 1999. As políticas introduzidas pelo presidente francês Nicolas Sarkozy resultaram numa revisão profunda da posição militar da França, culminando com o regresso a membro completo em 4 de abril de 2009, que também incluiu o regresso à Estrutura de Comando Militar da NATO, embora mantendo também um sistema de dissuasão nuclear independente.
Entre 1994 e 1997, foram organizados vários fóruns de cooperação regional entre a NATO e os seus vizinhos, como a Parceria para a Paz, o Diálogo do Mediterrâneo e o Conselho de Parceria Euro-Atlântica. Em 1998 foi estabelecido um Conselho Conjunto Permanente Rússia-NATO. Entre 1999 e 2017 a NATO incorporou vários países da Europa central e de leste, muitos deles antigos estados comunistas: Chéquia, Hungria, Polónia, Bulgária, Estónia, Letónia, Lituânia, Roménia, Eslováquia, Eslovénia, Albânia, Croácia e Montenegro.
A anexação da Crimeia pela Rússia em 2014 motivou uma forte condenação dos países da NATO e a criação de uma força de 5 000 tropas em bases militares na Estónia, Lituânia, Letónia, Polónia, Roménia e Bulgária. Na cimeira de Gales de 2014, os líderes dos países da NATO comprometeram-se formalmente a gastar anualmente em defesa o equivalente a pelo menos 2% do respetivo PIB até 2024, valor que até então tinha sido apenas uma recomendação informal. Os membros da NATO têm resistido à implementação do Tratado sobre a Proibição das Armas Nucleares da ONU, um acordo vinculativo para negociações da eliminação total de armas nucleares, apoiado por mais de 120 países.
Em março de 2023, pouco mais de um ano após a Guerra na Ucrânia pela Rússia, o pedido da Finlândia para aderir à Organização foi ratificado. Em março de 2024, foi a vez da Suécia entrar oficialmente para a OTAN, se tornando o vigésimo-segundo país membro da organização.

## Operações militares

### Primeiras operações
Durante a Guerra Fria, a NATO não conduziu operações militares. Após o fim da Guerra Fria, na sequência da Invasão do Kuwait foram estabelecidas as primeiras ações militares: Anchor Guard em 1990 e Ace Guard em 1991. Foram enviados aviões para cobrir o sudeste da Turquia, tendo mais tarde sido enviada uma força de reação rápida para o mesmo local.

### Intervenção na Bósnia e Herzegovina

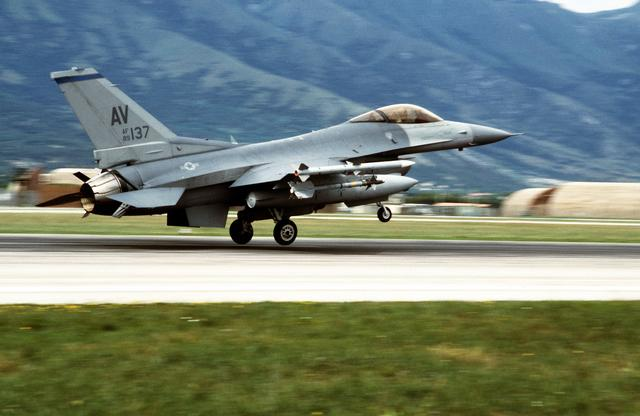
Aviões da NATO realizam bombardeamentos aéreos durante a Operação Força Deliberada na sequência do Massacre de Srebrenica

A Guerra da Bósnia teve início em 1992, como resultado da dissolução da Jugoslávia. A deterioração da situação levou a que, em 9 de outubro de 1992, o Conselho de Segurança da ONU emitisse a resolução 816, que determinava uma zona de exclusão aérea no centro da Bósnia, que a NATO começou a assegurar em 12 de abril de 1993 com a Operação Deny Flight. Entre junho de 1993 e outubro de 1996, a Operação Sharp Guard acrescentou meios de controlo marítimo ao embargo de armas e sanções económicas à República Federal da Jugoslávia. Em 28 de fevereiro de 1994, a NATO executou a sua primeira ação em tempo de guerra, abatendo quatro aviões militares sérvio-bósnios que violavam a zona de exclusão aérea.
Em 10 e 11 de abril de 1994, a Força de Proteção das Nações Unidas requisitou ataques aéreos para proteger a zona de segurança de Goražde, resultando no bombardeamento de um posto de comando militar sérvio-bósnio perto de Goražde por dois F-16 norte-americanos sob comando da NATO. Em retaliação, em 14 de abril os sérvios fizeram reféns 150 funcionários das Nações Unidas. EM 16 de abril, forças sérvias abateram um caça britânico Sea Harrier que sobrevoava Goražde.
Em agosto de 1995 teve início a Operação Força Deliberada, uma campanha de bombardeamentos contra o Exército da República Sérvia em resposta ao massacre de Srebrenica. Os posteriores ataques aéreos da NATO contribuíram para o fim da Guerra Civil Jugoslava, com a assinatura do Acordo de Dayton, em novembro de 1995. Como parte deste acordo, a NATO mobilizou uma força de manutenção de paz mandatada pela ONU denominada IFOR. Aos cerca de 60 000 militares da NATO juntaram-se outras forças de países externos à NATO. Em 1996, esta força foi sucedida pela Força de Estabilização, que teve início com 32 000 militares, e cuja operação decorreu até dezembro de 2004, quando as operações foram transferidas para a Operação Althea da União Europeia.

### Intervenção no Cosovo

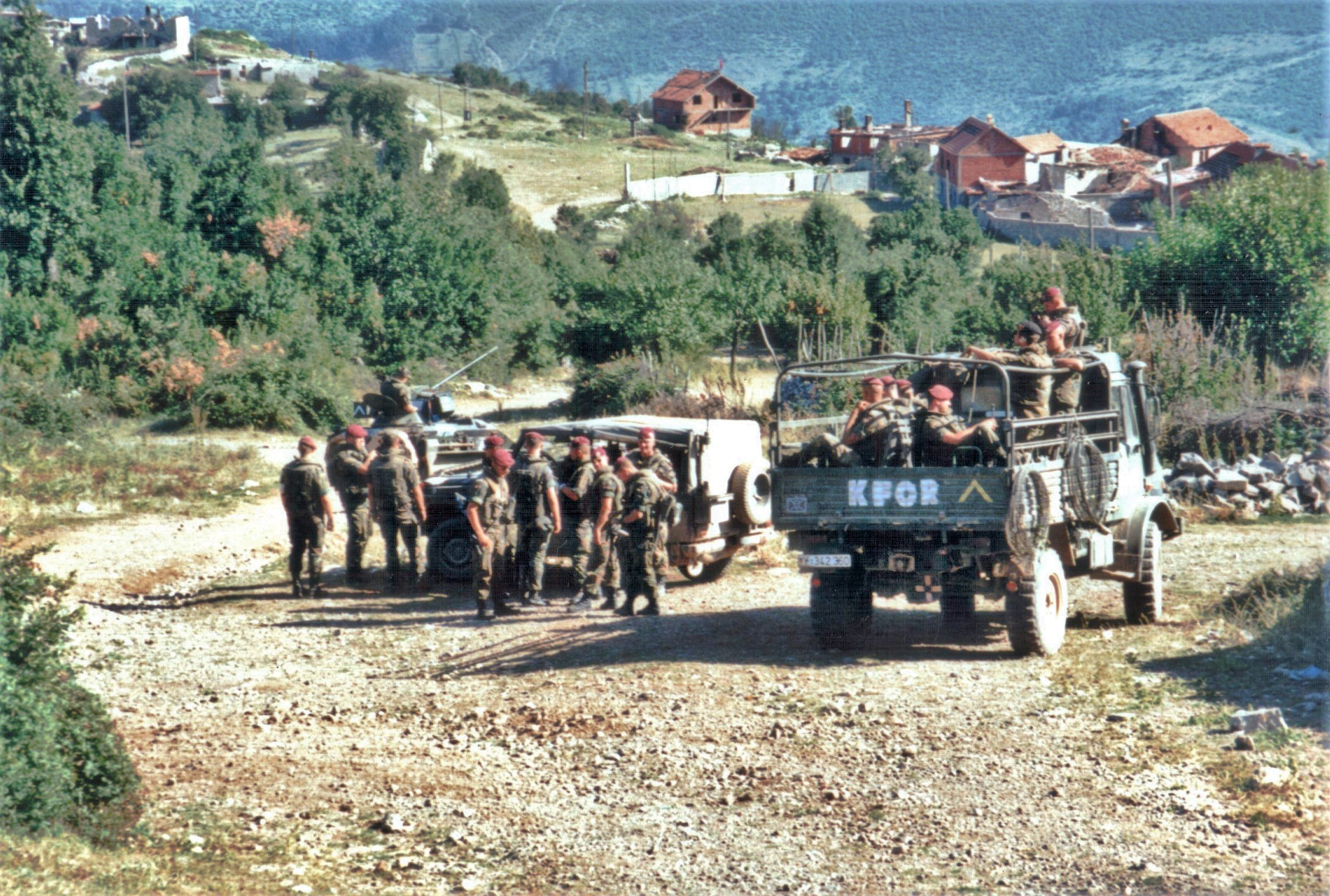
Soldados alemães da KFOR em patrulha no sul do Cosovo em 1999

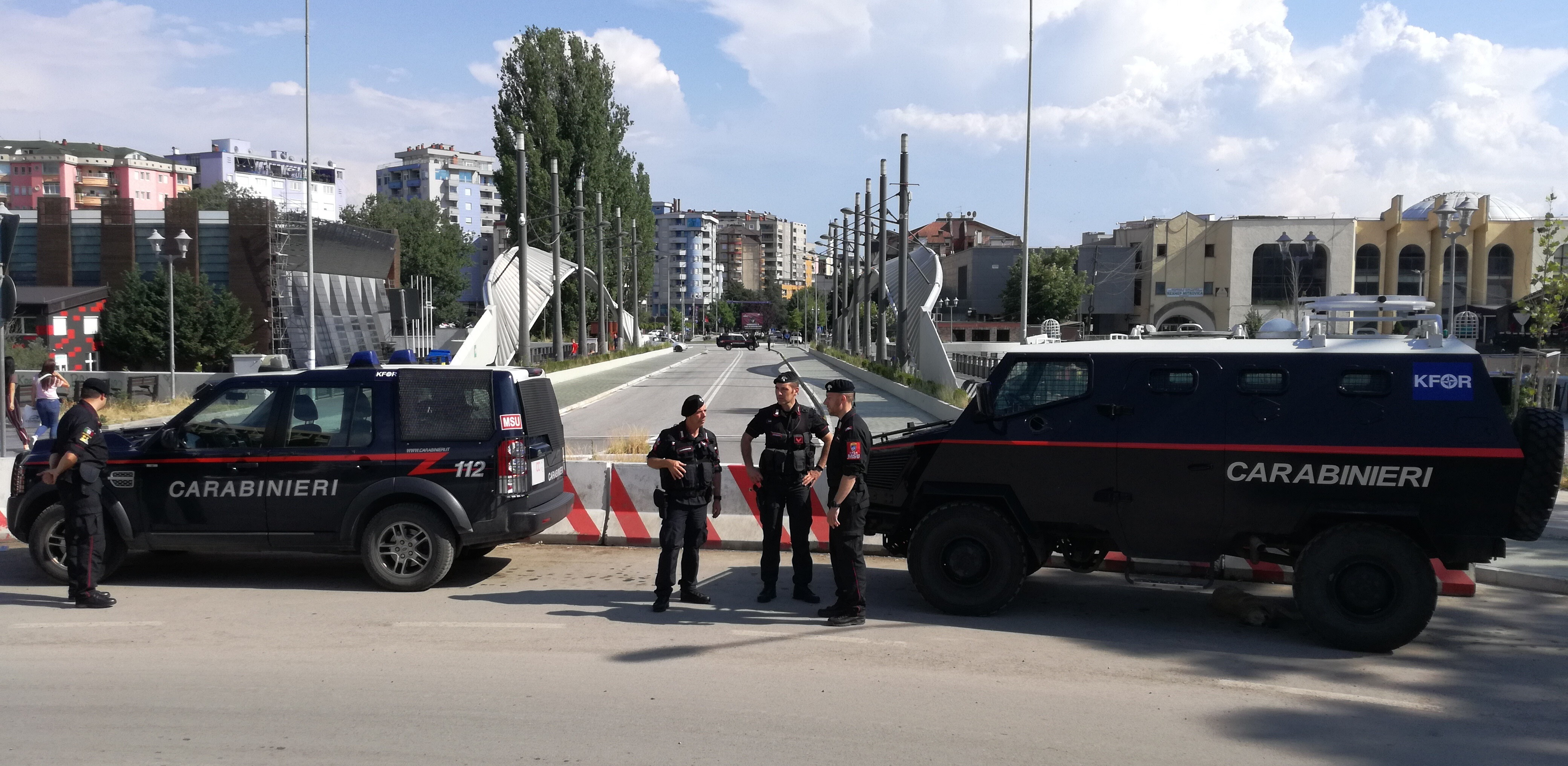
Militares italianos da KFOR-MSU na cidade de Mitrovica, no Cosovo, em 2019

Em 23 de setembro de 1998, o Conselho de Segurança da ONU aprovou a resolução 1099, que exigia um cessar fogo à violenta repressão por parte do sérvio Slobodan Milošević ao separatista Exército de Libertação do Cosovo e civis albaneses no Cosovo. Em 23 de março de 1999, as negociações mediadas pelo enviado especial Richard Holbrooke falharam, tendo o caso sido entregue à NATO. Em 24 de março de 1999 a NATO deu início a uma campanha de bombardeamentos que durou 78 dias. A Operação Força Aliada teve como alvo as capacidades militares do que era então a República Federal da Jugoslávia. Durante a crise, a NATO mobilizou também uma das suas forças de reação internacionais para a Albânia, a AFOR, para prestar ajuda humanitária aos refugiados cosovares.
Embora a campanha tenha sido criticada pelo elevado número de baixas civis, incluindo o bombardeamento da embaixada chinesa em Belgrado, em 3 de junho de 1999 Milošević aceitou por fim os termos de um plano de paz internacional, terminado a Guerra do Cosovo. Em 11 de junho, Milošević aceitou também os termos da resolução 1244 da ONU, que mandatava a NATO a estabelecer uma força de manutenção de paz que viria a ser denominada KFOR. Os objetivos da KFOR foram a dissuasão da violência e a proteção da ajuda humanitária a mais de um milhão de refugiados cosovares. Em agosto-setembro de 2001, a NATO organizou também a Operação Essential Harvest, uma missão com o objetivo de desarmar milícias albanesas na República da Macedónia. Em 2013, continuavam a operar na região 4 882 soldados da KFOR de mais de 31 países.

### Guerra no Afeganistão

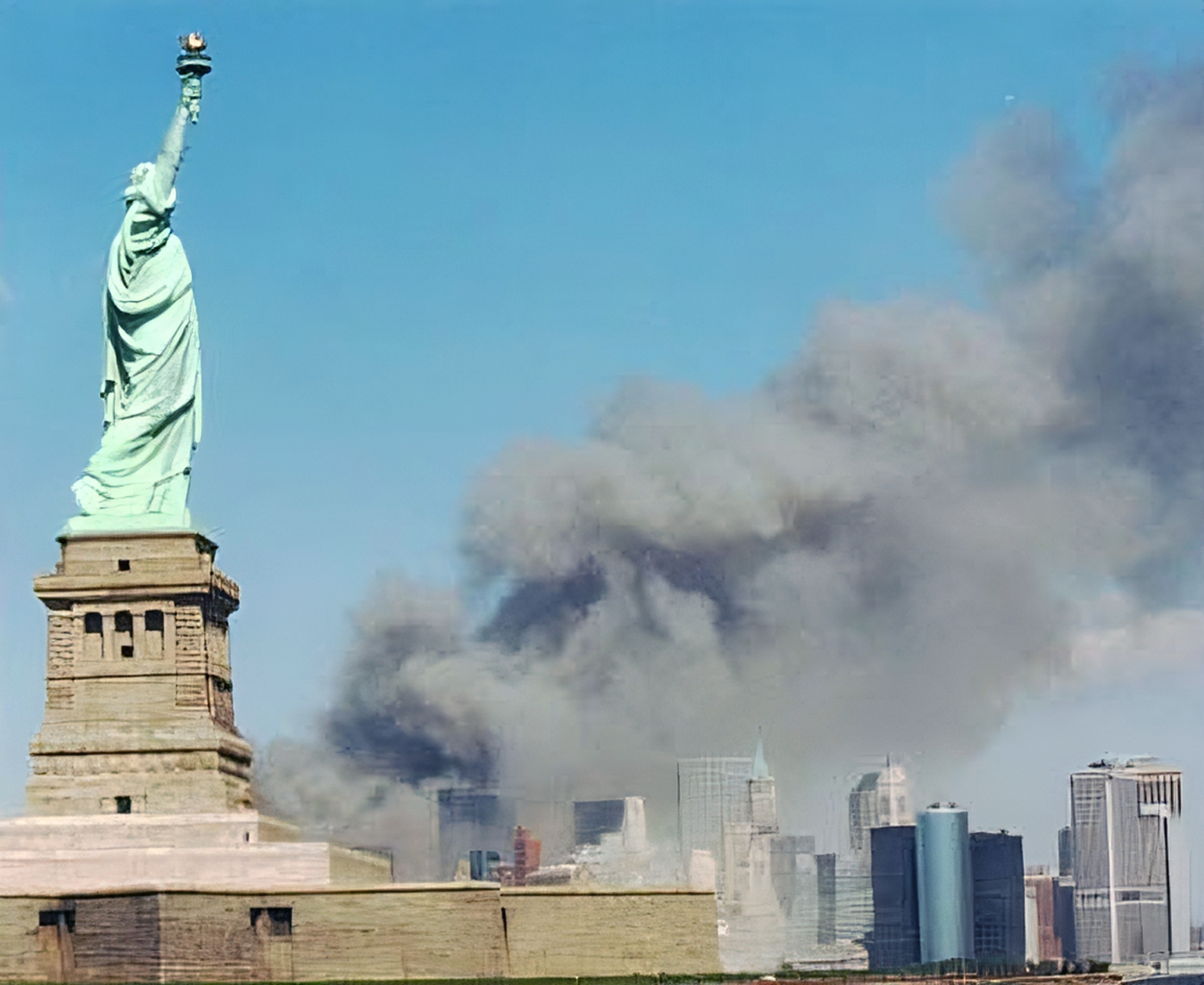
Os ataques de 11 de setembro nos Estados Unidos levaram a NATO a invocar pela primeira vez o artigo de defesa mútua

Os ataques de 11 de setembro nos Estados Unidos levaram a NATO a, pela primeira vez na sua história, invocar o artigo 5.º de defesa mútua. O artigo afirma que qualquer ataque a um dos membros será considerado um ataque a todos os membros. A invocação foi confirmada em 4 de outubro de 2001, depois da NATO confirmar que os ataques eram elegíveis segundo os termos do Tratado do Atlântico Norte. As oito ações oficiais levadas a cabo pela NATO em resposta aos ataques incluíram a Operação Eagle Assist e Operação Active Endeavour, uma operação naval no Mar Mediterrâneo iniciada em 4 de outubro de 2001 com o objetivo de melhorar a segurança do transporte marítimo e impedir a movimentação de terroristas ou de armas de destruição em massa.
Em 16 de abril de 2003, a NATO concordou em assumir o comando da Força Internacional de Apoio à Segurança (ISAF), que incluía forças militares de 42 países. A decisão foi tomada a pedido da Alemanha e da Holanda, os dois países que até aí lideravam a ISAF, e decidida por unanimidade entre os 19 embaixadores da NATO. A transferência de liderança ocorreu em 11 de agosto, tendo sido a primeira vez na sua história que a NATO liderou uma missão fora do espaço do Atlântico Norte.
A missão inicial da ISAF foi proteger a capital Cábul e a região envolvente dos Talibã, da al Qaeda e de várias fações lideradas por senhores da guerra. Em outubro de 2003, o Conselho de Segurança da ONU autorizou o alargamento da missão da ISAF a todo o país, Em 31 de julho de 2006, uma coligação de contraterrorismo liderada pelos Estados Unidos entregou à ISAF o comando das operações militares no sul do Afeganistão. Devido à intensidade dos combates no sul, em 2011, a França movimentou um esquadrão de caças Mirage 2000 para a região.
Na cimeira de Chicago de 2012, a NATO aprovou um plano para terminar a guerra no Afeganistão e retirar as ISAF até ao final de dezembro de 2014. Em dezembro, a ISAF foi extinta e a formação passou a ser assegurada pela Missão Apoio Resoluto.

### Missão de treino no Iraque
Em agosto de 2004, durante a Guerra do Iraque, a NATO formou uma missão de treino (NTM-I) em parceria com a Força Multinacional no Iraque liderada pelos Estados Unidos. A missão de treino foi estabelecida a pedido do Governo Interino Iraquiano de acordo com as disposições da resolução 1546 do Conselho de Segurança das Nações Unidas. A NTM-I não foi uma missão de combate, mas sim de treino e formação das forças de segurança iraquianas com coordenação com autoridades locais. A missão foi concluída em 17 de dezembro de 2011.

### Combate à pirataria no golfo de Aden

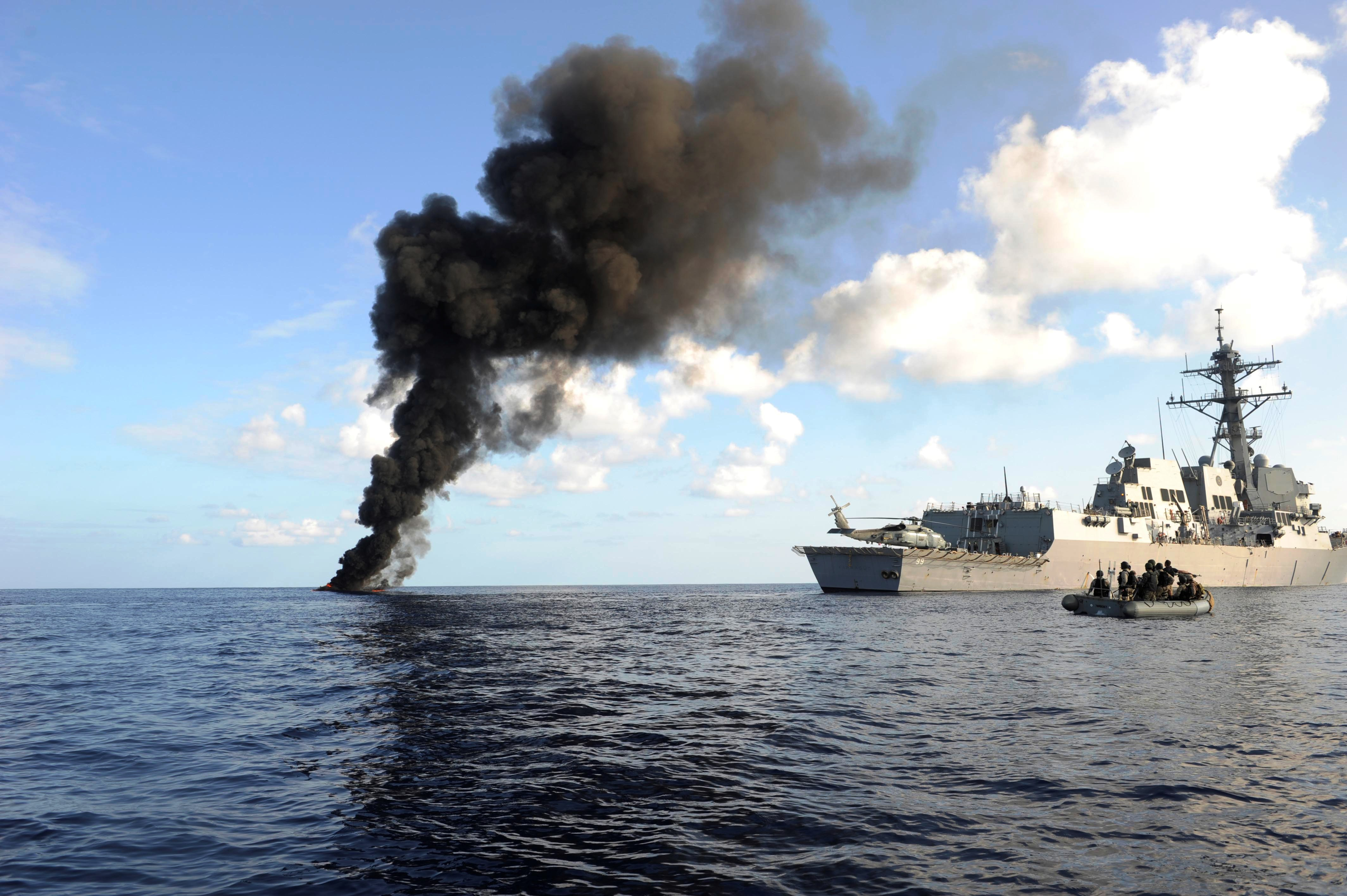
USS Farragut afunda uma embarcação pirata somali em março de 2010

Em 17 de agosto de 2009, a NATO lançou uma operação naval para proteger o tráfego marítimo no golfo de Aden e no Oceano Índico de piratas somalis e fortalecer as marinhas e guardas costeiras dos países da região. A operação foi aprovada pelo Conselho do Atlântico Norte e envolveu navios de guerra de vários países. A operação teve como missão dissuadir e interromper ataques pirata, escoltar navios e aumentar o nível de segurança na região.

### Intervenção na Líbia
Durante a guerra civil líbia, a escalada de violência entre manifestantes e o governo liderado por Muammar al-Gaddafi levou a que o Conselho de Segurança da ONU aprovasse, em 17 de março de 2011, a resolução 1973, que apelava a um cessar-fogo e autorizava uma intervenção militar para proteger os civis. Em 19 de março, uma coligação que incluía vários membros da NATO começou a impor a observância de uma zona de exclusão aérea sobre a Líbia, iniciada com a operação Operação Harmattan da Força Aérea Francesa.

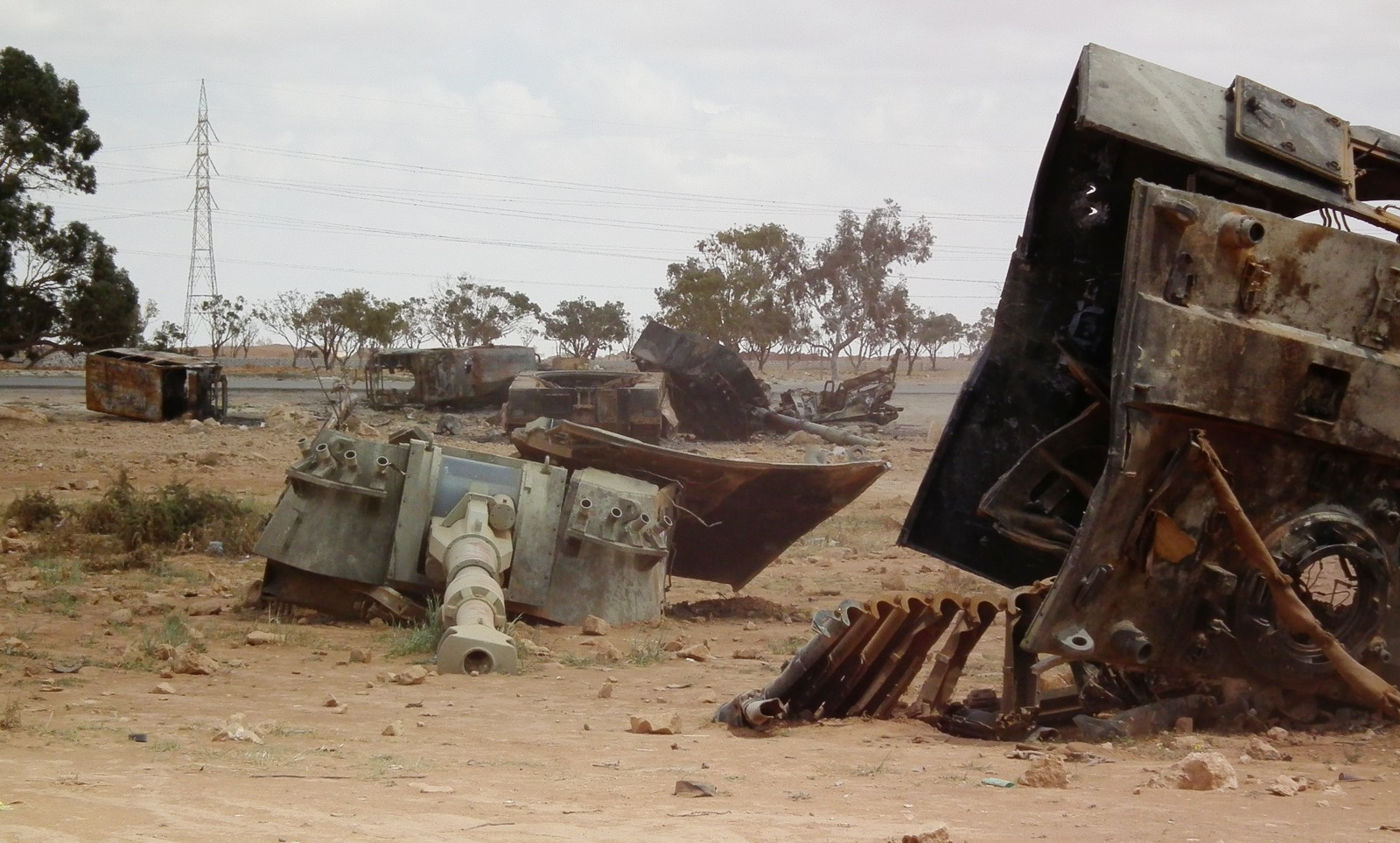
Obus Palmaria (perto de Bengazi) destruído pela Força Aérea Francesa em março de 2011

Em 20 de março de 2011, os membros da NATO concordaram com um embargo de armas à Líbia com a Operação Unified Protector com recurso às forças de reação rápida Standing NATO Maritime Group 1 e Standing Mine Countermeasures Group 1, e outros navios e submarinos de membros da NATO. A missão consistia em monitorizar, reportar e, se necessário, interditar navios suspeitos de transportar armas ilegais ou mercenários.
Em 24 de março, a NATO concordou em assumir o comando da zona de exclusão da coligação inicial, enquanto o comando das unidades terrestres se manteve com as forças da coligação. A NATO começou a implementar oficialmente a resolução da ONU, em 27 de março de 2011, com assistência do Catar e dos Emirados Árabes Unidos.

## Países membros
| A map of Europe with countries in blue, cyan, orange, and yellow based on their NATO affiliation | A world map with countries in blue, cyan, orange, yellow, purple, and green, based on their NATO affiliation |                      |                         |                                          |                                          |                                                                                                   |                                                                                                   | | |                                                                       |                                                                       |                                                   |                                                   |                                                                                              |                                                                                              |                                                                                              |
| \| \| Estados-membros da NATO \| \| Plano de Ação de Adesão \| \| Parceiros de Oportunidades Alargadas \| \| Plano de Ação de Adesão Individual \| \| Parceria para a Paz \| \| Diálogo do Mediterrâneo \| \| Iniciativa de Cooperação de Istambul \| \| Parceiros globais \| \| \| Albânia · Bélgica · Bulgária · Canadá · Croácia · Chéquia · Dinamarca · Estónia · Finlândia · França · Alemanha · Grécia · Hungria · Islândia · Itália · Letónia · Lituânia · Luxemburgo · Países Baixos · Noruega · Polónia · Portugal · Roménia · Eslováquia · Eslovénia · Espanha · Turquia · Reino Unido · Suécia · Estados Unidos · Macedónia do Norte · Montenegro \| Albânia · Bélgica · Bulgária · Canadá · Croácia · Chéquia · Dinamarca · Estónia · Finlândia · França · Alemanha · Grécia · Hungria · Islândia · Itália · Letónia · Lituânia · Luxemburgo · Países Baixos · Noruega · Polónia · Portugal · Roménia · Eslováquia · Eslovénia · Espanha · Turquia · Reino Unido · Suécia · Estados Unidos · Macedónia do Norte · Montenegro \| Bósnia e Herzegovina \| Bósnia e Herzegovina \| Australia · Geórgia · Jordânia · Ucrânia \| Australia · Geórgia · Jordânia · Ucrânia \| Arménia · Azerbaijão · Bósnia e Herzegovina · Geórgia · Cazaquistão · Moldávia · Sérvia · Ucrânia \| Arménia · Azerbaijão · Bósnia e Herzegovina · Geórgia · Cazaquistão · Moldávia · Sérvia · Ucrânia \| Arménia · Áustria · Azerbaijão · Bielorrússia · Bósnia · Geórgia · Irlanda · Cazaquistão · Quirguistão · Malta · Moldávia · Rússia · Sérvia · Suécia · Suíça · Tadjiquistão · Turquemenistão · Ucrânia · Uzbequistão \| Arménia · Áustria · Azerbaijão · Bielorrússia · Bósnia · Geórgia · Irlanda · Cazaquistão · Quirguistão · Malta · Moldávia · Rússia · Sérvia · Suécia · Suíça · Tadjiquistão · Turquemenistão · Ucrânia · Uzbequistão \| Argélia · Egito · Israel · Jordânia · Mauritânia · Marrocos · Tunísia \| Argélia · Egito · Israel · Jordânia · Mauritânia · Marrocos · Tunísia \| Bahrain · Kuwait · Qatar · Emirados Árabes Unidos \| Bahrain · Kuwait · Qatar · Emirados Árabes Unidos \| Austrália · Colômbia · Iraque · Japão · Mongólia · Paquistão · Nova Zelândia · Coreia do Sul \| Austrália · Colômbia · Iraque · Japão · Mongólia · Paquistão · Nova Zelândia · Coreia do Sul \| Austrália · Colômbia · Iraque · Japão · Mongólia · Paquistão · Nova Zelândia · Coreia do Sul \| | |                      |                         |                                          |                                          |                                                                                                   |                                                                                                   | | |                                                                       |                                                                       |                                                   |                                                   |                                                                                              |                                                                                              |                                                                                              |
| | Estados-membros da NATO |                      | Plano de Ação de Adesão |                                          | Parceiros de Oportunidades Alargadas     |                                                                                                   | Plano de Ação de Adesão Individual                                                                | | Parceria para a Paz |                                                                       | Diálogo do Mediterrâneo                                               |                                                   | Iniciativa de Cooperação de Istambul              |                                                                                              | Parceiros globais                                                                            |                                                                                              |
| Albânia · Bélgica · Bulgária · Canadá · Croácia · Chéquia · Dinamarca · Estónia · Finlândia · França · Alemanha · Grécia · Hungria · Islândia · Itália · Letónia · Lituânia · Luxemburgo · Países Baixos · Noruega · Polónia · Portugal · Roménia · Eslováquia · Eslovénia · Espanha · Turquia · Reino Unido · Suécia · Estados Unidos · Macedónia do Norte · Montenegro | Albânia · Bélgica · Bulgária · Canadá · Croácia · Chéquia · Dinamarca · Estónia · Finlândia · França · Alemanha · Grécia · Hungria · Islândia · Itália · Letónia · Lituânia · Luxemburgo · Países Baixos · Noruega · Polónia · Portugal · Roménia · Eslováquia · Eslovénia · Espanha · Turquia · Reino Unido · Suécia · Estados Unidos · Macedónia do Norte · Montenegro | Bósnia e Herzegovina | Bósnia e Herzegovina    | Australia · Geórgia · Jordânia · Ucrânia | Australia · Geórgia · Jordânia · Ucrânia | Arménia · Azerbaijão · Bósnia e Herzegovina · Geórgia · Cazaquistão · Moldávia · Sérvia · Ucrânia | Arménia · Azerbaijão · Bósnia e Herzegovina · Geórgia · Cazaquistão · Moldávia · Sérvia · Ucrânia | Arménia · Áustria · Azerbaijão · Bielorrússia · Bósnia · Geórgia · Irlanda · Cazaquistão · Quirguistão · Malta · Moldávia · Rússia · Sérvia · Suécia · Suíça · Tadjiquistão · Turquemenistão · Ucrânia · Uzbequistão | Arménia · Áustria · Azerbaijão · Bielorrússia · Bósnia · Geórgia · Irlanda · Cazaquistão · Quirguistão · Malta · Moldávia · Rússia · Sérvia · Suécia · Suíça · Tadjiquistão · Turquemenistão · Ucrânia · Uzbequistão | Argélia · Egito · Israel · Jordânia · Mauritânia · Marrocos · Tunísia | Argélia · Egito · Israel · Jordânia · Mauritânia · Marrocos · Tunísia | Bahrain · Kuwait · Qatar · Emirados Árabes Unidos | Bahrain · Kuwait · Qatar · Emirados Árabes Unidos | Austrália · Colômbia · Iraque · Japão · Mongólia · Paquistão · Nova Zelândia · Coreia do Sul | Austrália · Colômbia · Iraque · Japão · Mongólia · Paquistão · Nova Zelândia · Coreia do Sul | Austrália · Colômbia · Iraque · Japão · Mongólia · Paquistão · Nova Zelândia · Coreia do Sul |

### Membros

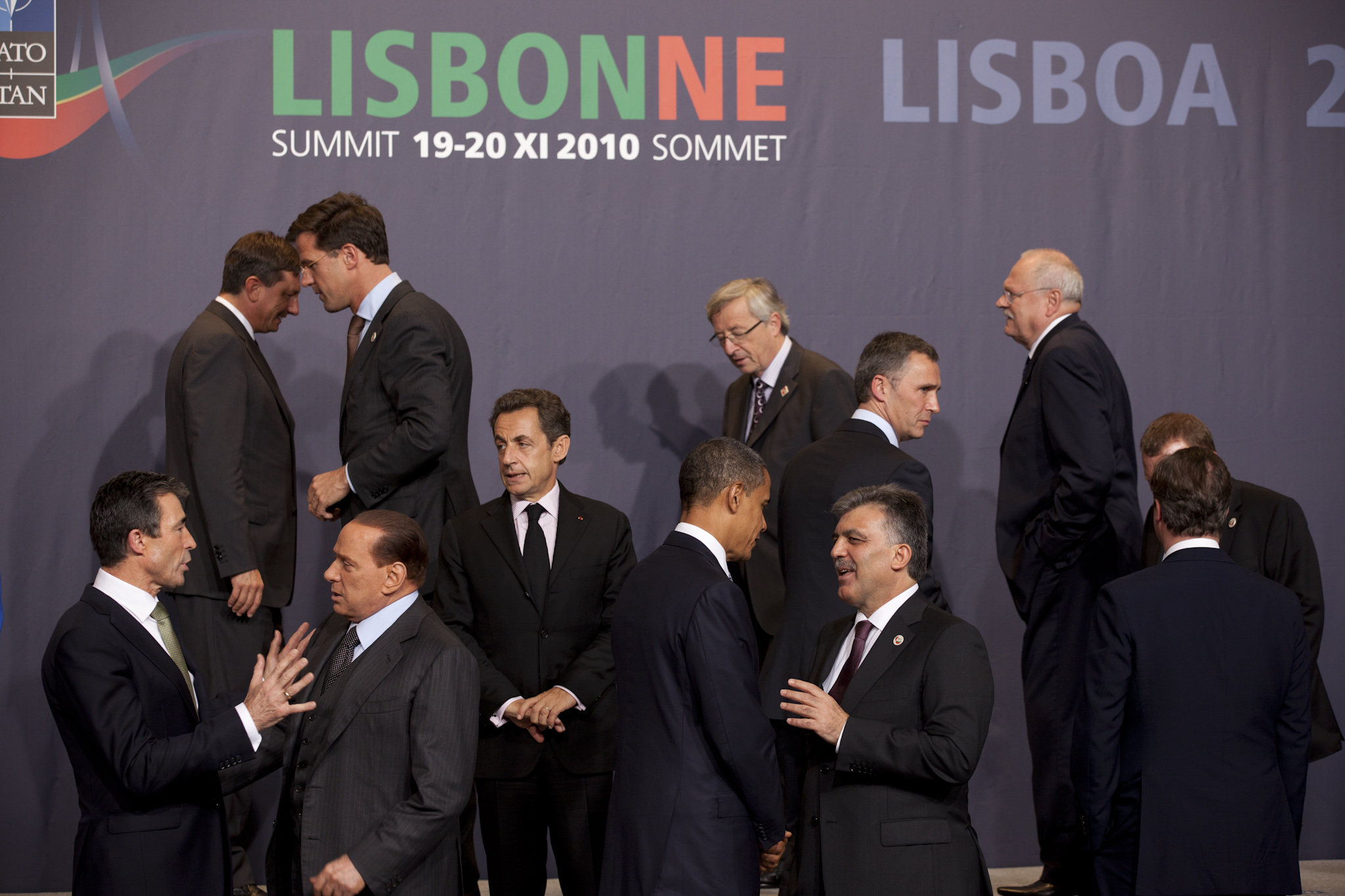
A NATO organiza cimeiras regulares de líderes dos seus membros e de países parceiros. Na imagem, uma reunião em Lisboa, Portugal

A NATO conta atualmente com 32 membros, principalmente na Europa e América do Norte. Alguns desses países também têm território em vários continentes, mas o escopo da Aliança cobre apenas a região acima Trópico de Câncer, no Oceano Atlântico, que é definida como "área de responsabilidade" da NATO nos termos do artigo 6.º do Tratado do Atlântico Norte. Durante as negociações de tratados originais, os Estados Unidos insistiram que colónias como o Congo Belga deviam ser excluídas do tratado. A Argélia Francesa, porém, foi coberta pela aliança militar até 3 de julho de 1962. Doze dos países atuais são os membros originais que se associaram em 1949. Poucos membros gastam mais do que 2% do seu produto interno bruto em defesa, sendo que os Estados Unidos respondem por três quartos dos gastos de defesa da Aliança.
Os 32 países membros são: Albânia, Alemanha, Bélgica, Bulgária, Canadá, Tchéquia, Croácia, Dinamarca, Eslováquia, Eslovênia, Espanha, Estados Unidos, Estônia, Finlândia, França, Grécia, Hungria, Islândia, Itália, Letônia, Lituânia, Luxemburgo, Macedônia do Norte, Montenegro, Noruega, Países Baixos, Polônia, Portugal, Reino Unido, Romênia, Suécia, Turquia.

### Membros fundadores
| - Bélgica - Canadá - Dinamarca - Estados Unidos | - França - Islândia - Itália - Luxemburgo | - Noruega - Países Baixos - Portugal - Reino Unido |

### Expansão

A NATO acrescentou diversos novos membros entre a reunificação alemã e o fim da Guerra Fria.

Os novos membros da aliança têm sido em grande parte da Europa Oriental e dos Balcãs, incluindo os ex-membros do Pacto de Varsóvia. A sua adesão à aliança é administrada pelos Planos de Ação para a Adesão Individual e exige a aprovação de cada um dos membros atuais. A NATO tem atualmente um país candidato no processo de adesão à aliança, a Bósnia e Herzegovina. A Macedónia do Norte completou a adesão em 2020 após o processo ter sido bloqueado pela Grécia até ao início de 2019, quando o veto grego foi retirado após os dois países chegarem a acordo para pôr fim à disputa sobre o nome da Macedónia. A fim de apoiar-se mutuamente no processo, novos e potenciais membros naquela região formaram a Carta do Adriático, em 2003. A Geórgia é também um membro aspirante e a organização prometeu ao país uma "futura adesão" durante a cimeira de 2008, em Bucareste, embora, em 2014, o presidente dos Estados Unidos, Barack Obama, tenha dito que o país não estava "atualmente num caminho" para a adesão.
A Rússia continua a se opor a uma maior expansão da organização, vendo-a como inconsistente com entendimentos entre o líder soviético Mikhail Gorbachev e os negociadores europeus e norte-americanos que permitiram uma reunificação alemã pacífica. Os esforços de expansão da NATO são muitas vezes vistos pelos líderes de Moscovo como uma continuação de uma Guerra Fria e uma tentativa de cercar e isolar a Rússia. As relações da Ucrânia com a NATO e a Europa têm sido politicamente divisionistas e contribuiu para os protestos "Euromaidan", que levaram à queda do presidente pró-russos Viktor Yanukovych em 2014. O primeiro-ministro Arseniy Yatsenyuk, porém, reiterou a postura do governo de que a Ucrânia não está à procura de aderir à NATO. A Ucrânia é um dos oito países da Europa Oriental com um Plano de Ação de Adesão Individual. Esses planos começaram em 2002 e estão abertos para os países que têm vontade política e capacidade de aprofundar o seu relacionamento com a Aliança Atlântica.
Em maio de 2022, os governos da Suécia e da Finlândia fizeram o pedido formal de admissão na Organização. Jens Stoltenberg, secretário-geral da Otan aceitou os pedidos de adesão dos países nórdicos. No entanto, somente a Finlândia aderiu oficialmente na organização em 30 de março de 2023 após o parlamento turco aprovar a sua entrada. Já a Suécia enfrenta resistências da Hungria e da própria Turquia.
Em 26 de fevereiro de 2024, o parlamento da Hungria aprovou a entrada da Suécia na organização, sendo o último dos 31 países a aprovar a entrada do país nórdico.

### Parcerias
A Parceria para a Paz (PpP) programa criado em 1994 e baseado em relações bilaterais individuais entre cada país parceiro e a NATO: cada país pode escolher a extensão da sua participação. Os membros incluem todos os Estados-membros atuais e antigos da Comunidade de Estados Independentes. O Conselho de Parceria Euro-Atlântica (EAPC) foi estabelecido pela primeira vez em 29 de maio de 1997 e é um fórum de coordenação, consulta e diálogo regulares entre todos os cinquenta participantes. O programa da PpP é considerado a ala operacional da Parceria Euro-Atlântica. Outros países terceiros também foram contactados para participar em algumas atividades do quadro PpP, como o Afeganistão.
A União Europeia (UE) assinou um amplo pacote de acordos com a Aliança no âmbito do acordo de Berlim, em 16 de dezembro de 2002. Com este acordo, a UE recebeu a possibilidade de usar os meios da NATO no caso de querer atuar de forma independente numa crise internacional, na condição de que a própria aliança militar não queria agir — o chamado "direito de preferência". Este fornece um "quadro duplo" para os países da UE que também estão ligados ao programa da PpP. Além disso, a NATO coopera e discute as suas atividades com vários outros não membros da aliança militar. De maneira semelhante, o Diálogo Mediterrâneo foi criado em 1994 para coordenar a NATO com Israel e os países do Norte de África. A Iniciativa de Cooperação de Istambul foi anunciada em 2004 como um fórum de diálogo para o Médio Oriente, nas mesmas linhas do Diálogo Mediterrâneo. Os quatro participantes também estão ligados através do Conselho de Cooperação do Golfo.
O diálogo político com o Japão começou em 1990 e, desde então, a Aliança tem aumentado gradualmente o seu contacto com os países que não fazem parte de qualquer uma destas iniciativas de cooperação. Em 1998, a NATO estabeleceu um conjunto de diretrizes gerais que não permitem a institucionalização formal da relação, mas refletem o desejo dos Aliados para aumentar a cooperação. Após amplo debate, o termo Contact Countries foi acordado pelos Aliados em 2000. Em 2012, a Aliança tinha ampliado este grupo, que se reúne para discutir temas como a luta contra a pirataria e o intercâmbio tecnológico, sob o nome de "parceiros globais". A Austrália e a Nova Zelândia, ambos parceiros globais da organização, também são membros da aliança estratégica ANZUS e de acordos regionais ou bilaterais semelhantes entre os países membros da NATO. Em junho de 2013, a Colômbia e a NATO assinaram um acordo sobre a segurança da informação para explorar a cooperação e a consulta futura em áreas de interesse comum; a Colômbia tornou-se o primeiro e único país latino-americano a cooperar com a organização.

## Estrutura

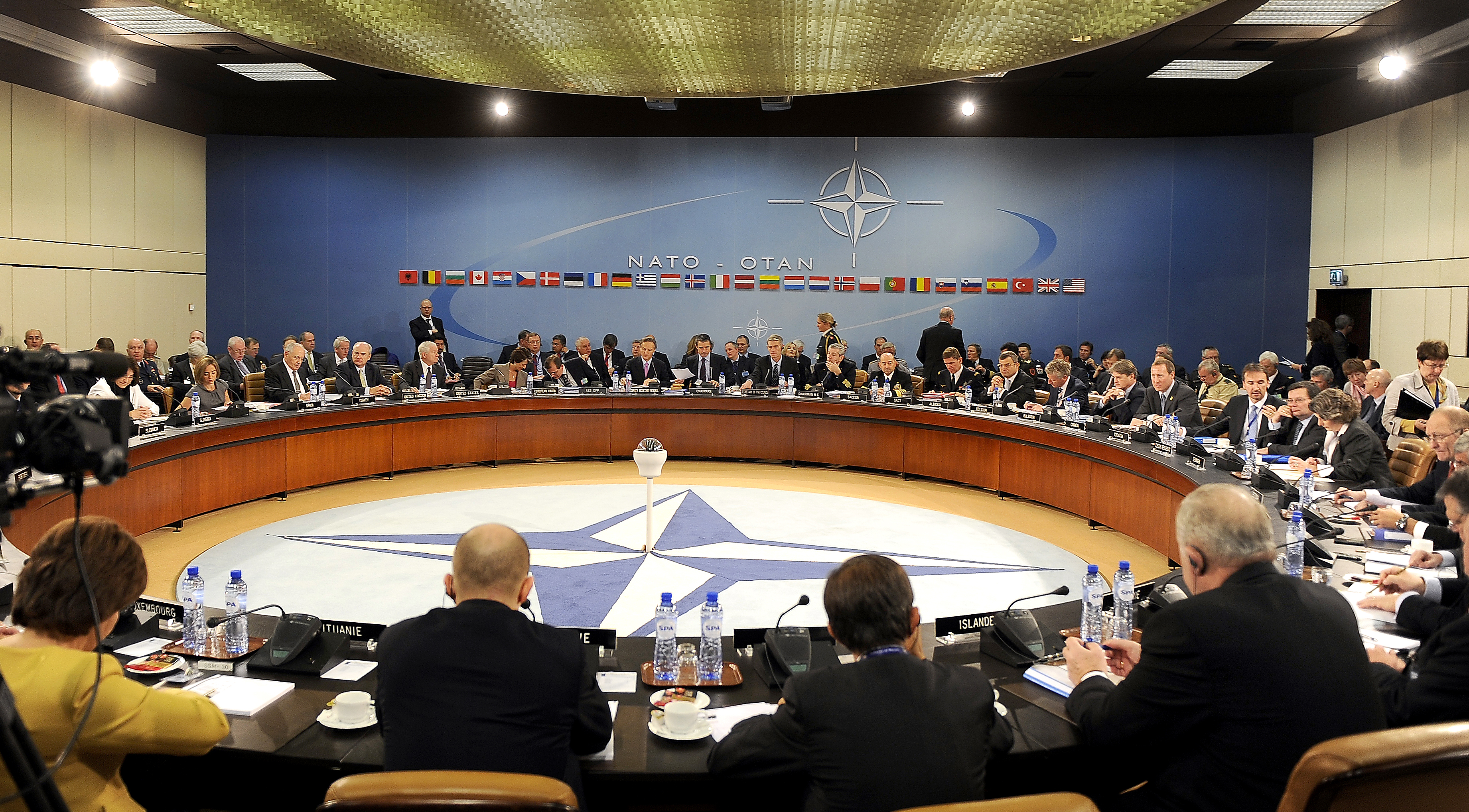
Ministros da Defesa e das Relações Exteriores da NATO reunidos na sede da organização em Bruxelas, Bélgica.

A principal sede da NATO está localizada na Boulevard Léopold III/Leopold III-Laan, B-1110 Bruxelas, que fica em Haren, parte da cidade e do município de Bruxelas, na Bélgica. A nova sede está, desde 2010, em construção nas proximidades, com conclusão prevista para até 2015. O projeto é uma adaptação do sistema premiado original projetado por Michel Mossessian e pela sua equipa quando este era parceiro da Skidmore, Owings & Merrill.
O corpo de funcionários da sede é composto por delegações nacionais dos países membros e inclui escritórios civis e militares e missões diplomáticas e diplomatas de países parceiros, assim como o Secretariado Internacional e Estado-Maior Internacional, cheios de membros do serviço das forças armadas de estados-membros.

### Unidades militares
As operações militares da organização são dirigidas pelo Presidente do Comité Militar da NATO e divididas em dois Comandos Estratégicos comandados por um oficial sénior dos Estados Unidos e um oficial sénior francês, assistida por funcionários de toda a NATO. Os Comandantes Estratégicos são responsáveis perante o Comité Militar pela direção geral e coordenação de todos os assuntos militares da Aliança dentro das suas áreas de comando.

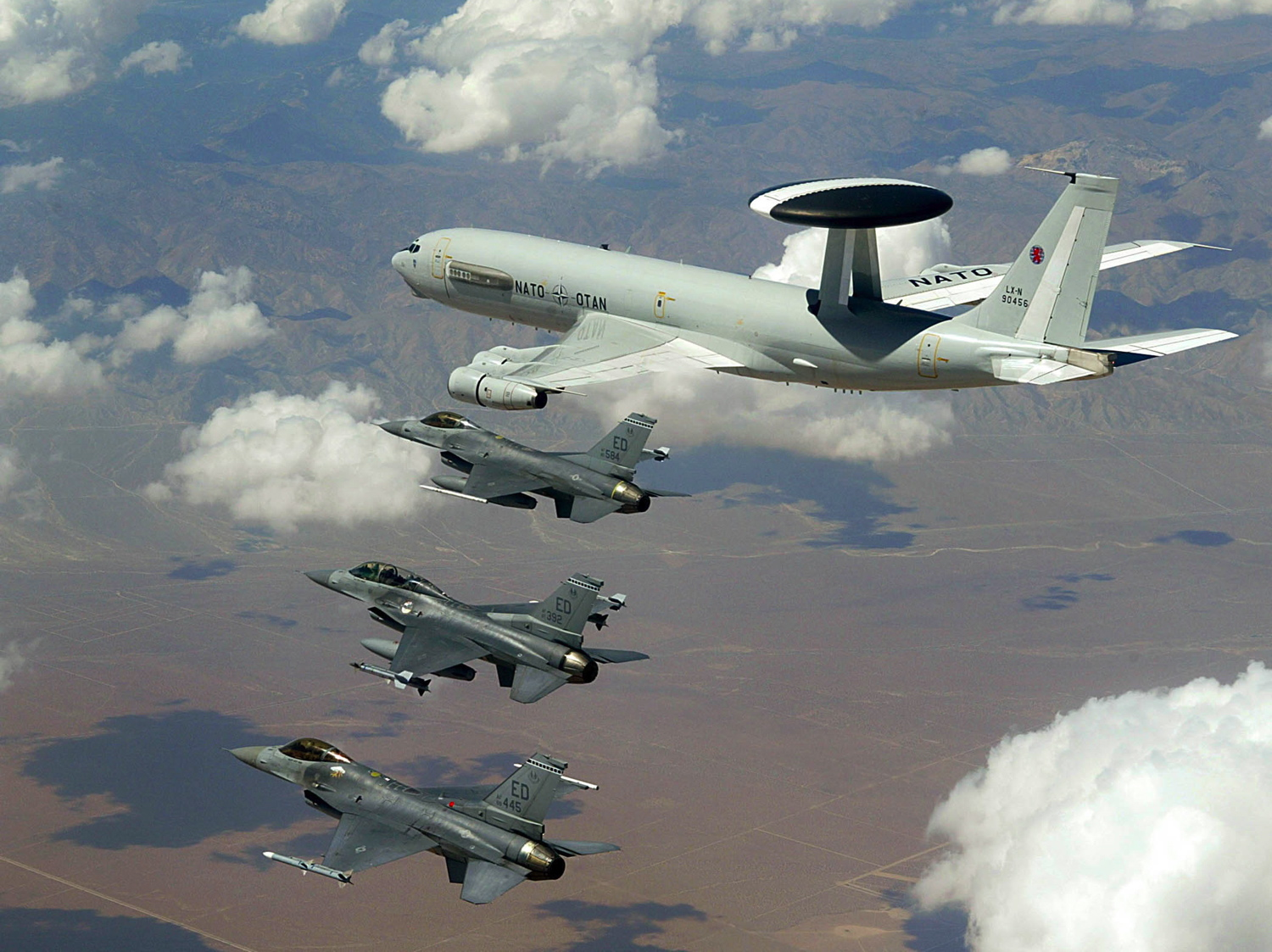
Um E-3A da NATO acompanhado por caças F-16 da Força Aérea dos Estados Unidos durante um exercício militar.

A delegação de cada país inclui um representante militar, um oficial superior das forças armadas de cada país, apoiado pelo Estado-Maior Militar Internacional. Juntos, os representantes militares formam o Comité Militar, órgão responsável por recomendar às autoridades políticas da NATO as medidas consideradas necessárias para a defesa comum da área de responsabilidade da organização. A sua função principal é fornecer orientação e aconselhamento sobre política e estratégia militar. Ele fornece a orientação sobre assuntos militares aos Comandantes Estratégicos da NATO, cujos representantes participam nas suas reuniões e são responsáveis pela condução geral dos assuntos militares da Aliança, sob a autoridade do conselho. O presidente do Comité Militar da NATO é o dinamarquês Knud Bartels, desde 2012.
Como o Conselho, de vez em quando o Comité Militar também atende a um nível superior, ou seja, ao nível dos Chefes de Estado-Maior, o oficial militar mais graduado das forças armadas de cada país membro. Até 2008, o Comité Militar atuava sem a presença da França, devido à decisão do país de retirar-se da estrutura militar integrada da NATO em 1966. Os franceses voltaram ao comité em 1995. Até ao regresso da França à NATO, o país não esteve representado na Comissão de Planeamento de Defesa, o que levou a conflitos entre os franceses e os restantes membros da Aliança, como foi o caso da liderança da Operação Iraqi Freedom.
A estrutura de comando da NATO evoluiu durante a Guerra Fria e no período posterior. Uma estrutura militar integrada da NATO foi estabelecida pela primeira vez em 1950, quando se tornou claro que a organização precisava melhorar as suas defesas a longo prazo contra um potencial ataque soviético. Em abril de 1951, o Comando Aliado da Europa e a sua sede foram estabelecidos; depois, quatro sedes subordinadas foram adicionados no norte, no centro, no sul da Europa e na região Mediterrâneo.
De 1997 a 2003, os Comandantes Estratégicos foram o Comandante Supremo Aliado da Europa e o Comandante Supremo Aliado do Atlântico, mas o arranjo atual é o de separar a responsabilidade de comando entre o Comando Aliado da Transformação, responsável pela transformação e formação das forças da NATO e de operações do Comando Aliado, responsável pelas operações da NATO no mundo inteiro. A partir do final de 2003, a organização tem reestruturado a forma como comanda e implanta as suas tropas através da criação de vários destacamentos rápidos, como os Eurocorps, bem como forças navais de alta prontidão, que todos os reportam às Operações do Comando Aliado.